# Болівар-Пенінсула (Техас)
Болівар-Пенінсула (англ. Bolivar Peninsula) — переписна місцевість (CDP) в США, в окрузі Галвестон штату Техас. Населення — 2769 осіб (2020).

## Географія
Болівар-Пенінсула розташований за координатами 29°29′22″ пн. ш. 94°34′9″ зх. д. / 29.48944° пн. ш. 94.56917° зх. д. (29.489355, -94.569216).  За даними Бюро перепису населення США в 2010 році переписна місцевість мала площу 124,71 км², з яких 110,11 км² — суходіл та 14,60 км² — водойми.

## Демографія
Згідно з переписом 2010 року, у переписній місцевості мешкало 2417 осіб у 1101 домогосподарстві у складі 671 родини. Густота населення становила 19 осіб/км².  Було 2706 помешкань (22/км²).
Расовий склад населення:
| - 87,8 % — білих - 1,7 % — корінних американців - 0,8 % — азіатів - 0,7 % — чорних або афроамериканців - 7,1 % — осіб інших рас |

До двох чи більше рас належало 1,9 %. Частка іспаномовних становила 14,6 % від усіх жителів.
За віковим діапазоном населення розподілялося таким чином: 15,3 % — особи молодші 18 років, 65,0 % — особи у віці 18—64 років, 19,7 % — особи у віці 65 років та старші. Медіана віку мешканця становила 51,2 року. На 100 осіб жіночої статі у переписній місцевості припадало 111,5 чоловіків;  на 100 жінок у віці від 18 років та старших — 112,2 чоловіків також старших 18 років.
Середній дохід на одне домашнє господарство  становив 74 755 доларів США (медіана — 61 393), а середній дохід на одну сім'ю — 86 300 доларів (медіана — 64 375). За межею бідності перебувало 8,8 % осіб, у тому числі 19,7 % дітей у віці до 18 років та 3,4 % осіб у віці 65 років та старших.
Цивільне працевлаштоване населення становило 967 осіб. Основні галузі зайнятості: мистецтво, розваги та відпочинок — 17,5 %, освіта, охорона здоров'я та соціальна допомога — 17,2 %, науковці, спеціалісти, менеджери — 16,6 %.